# Luigi Torelli
Luigi Torelli (Villa di Tirano, 9 febbraio 1810 – Tirano, 14 novembre 1887) è stato un politico italiano.
Fu Ministro dell'agricoltura, dell'industria e del commercio.

## Biografia
Agli esordi della sua attività pubblica, suo fu il gesto simbolico di issare con onore una grande bandiera tricolore sulla Madonnina del Duomo di Milano, al termine delle Cinque giornate il 20 marzo 1848.
Fu governatore, poi prefetto di Sondrio dal 1859 al 9 ottobre 1861. Successivamente venne nominato prefetto di Bergamo, Palermo (durante la cosiddetta rivolta del sette e mezzo), Pisa e Venezia.
Ricoprì il ruolo di ministro dell'agricoltura, dell'industria e del commercio del Regno d'Italia nel Governo La Marmora II.
Fu fondatore e promotore della Società per l'apertura del Canale di Suez.
All'esito dell'istruttoria legislativa (condotta sotto la sua presidenza dell'apposito ufficio centrale del Senato) sui disegni di legge di lotta alla malaria fu pubblicata la Carta della malaria dell'Italia, illustrata da Luigi Torelli, senatore del Regno.

## Riconoscimenti postumi
Nel 1940 entrò nella squadra navale italiana il sommergibile Luigi Torelli che partecipò alla seconda guerra mondiale.
Il 24 settembre 2011, nell'ambito delle celebrazioni per i 150 anni dell'Unità d'Italia, il conte Luigi Torelli è stato ricordato con lo scoprimento di un busto e di una formella bronzea nella piazza di Tirano.

### La targa a lui intitolata

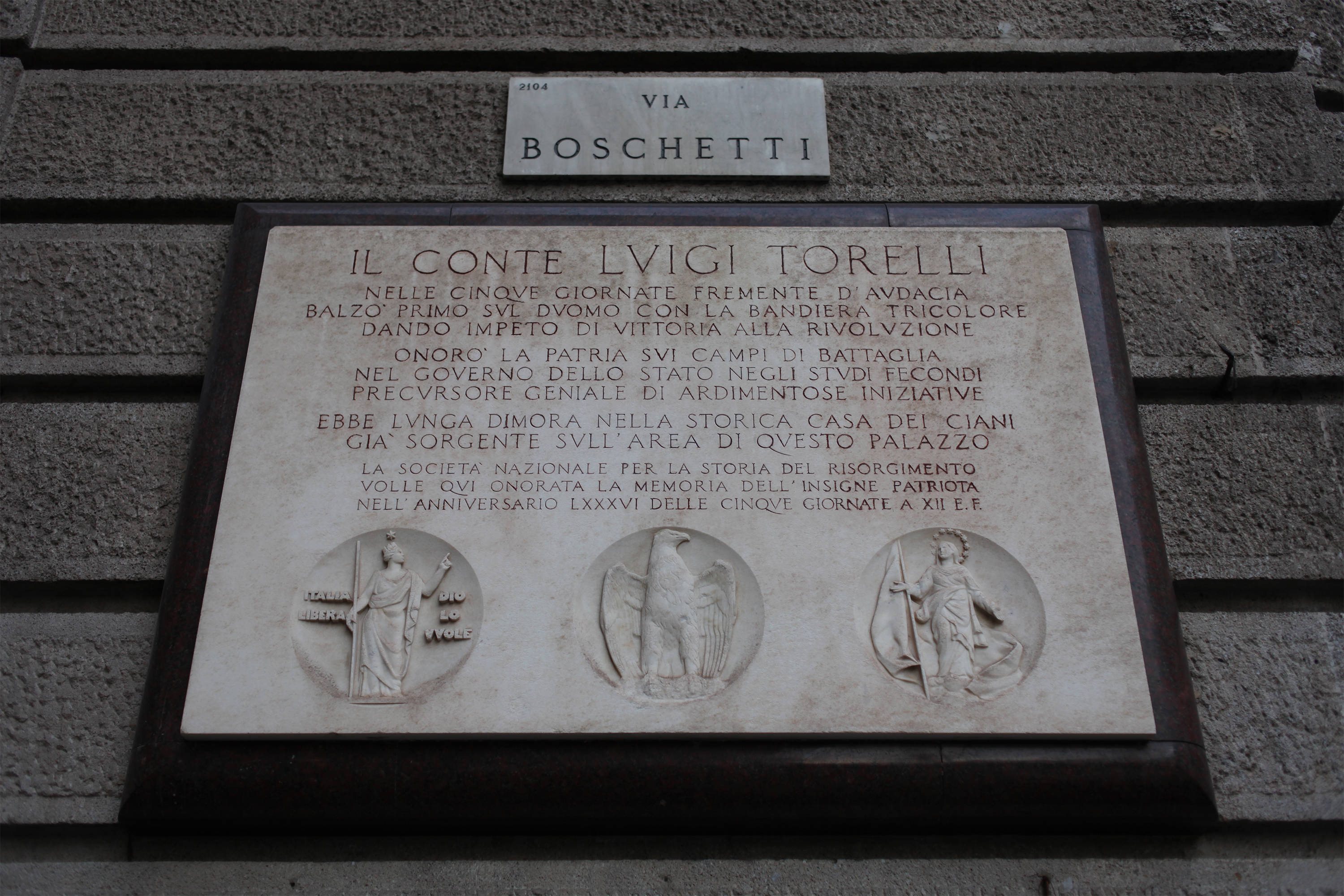
La targa a Milano

All'esterno di Villa di Tirano, suo luogo di nascita, è affissa una targa che recita il presente testo:
IL CONTE LUIGI TORELLI
NELLE CINQUE GIORNATE FREMENTE D'AUDACIA
BALZO' PRIMO SUL DUOMO CON LA BANDIERA TRICOLORE
DANDO IMPETO DI VITTORIA ALLA RIVOLUZIONE
ONORO' LA PATRIA SUI CAMPI DI BATTAGLIA
NEL GOVERNO DELLO STATO NEGLI STUDI FECONDI
PRECURSORE GENIALE DI ARDIMENTOSE INIZIATIVE
EBBE LUNGA DIMORA NELLA STORICA CASA DEI CIANI
GIA' SORGENTE SULL'AREA DI QUESTO PALAZZO
LA SOCIETA' NAZIONALE PER LA STORIA DEL RISORGIMENTO
VOLLE QUI ONORATA LA MEMORIA DELL'INSIGNE PATRIOTA
NELL'ANNIVERSARIO LXXXVI DELLE CINQUE GIORNATE A.XII E.F.
La stessa targa è presente anche a Milano nell'incrocio tra Corso Venezia e via Boschetti.

### "Progetto Torelli"
Al suo nome è intestato un progetto partito nel 2018 dalla "Società Solferino e San Martino", ente morale fondato nel 1870: il progetto si pone lo scopo di raccogliere in un database i nomi di tutti gli uomini che presero parte, tra il 1848 e il 1870, alle campagne risorgimentali.